# Poříz

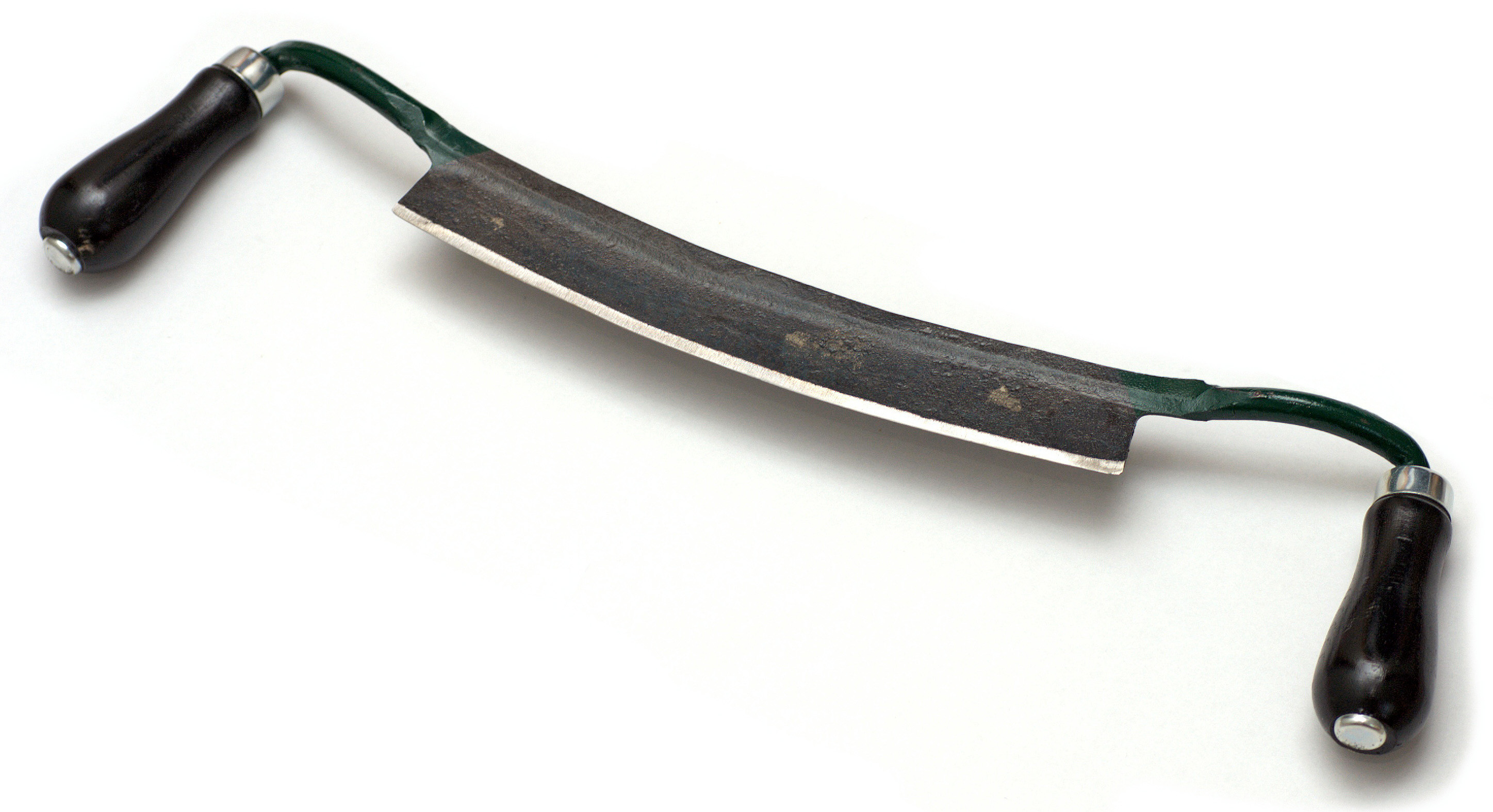
Poříz

Poříz je jednoduchý dvouruční nůž k ručnímu zpracování dřeva. Má dvě dřevěné rukojeti ohnuté směrem k truhláři, rukojeti jsou příčně spojeny ocelovým nožem, což je většinou ocelový plocháč profilu 4 × 30 mm ostřím ke spodní straně. Opracovávané dřevo je upnuté nejčastěji do ponku a směřuje kolmo na truhláře.
Ten uchopí poříz za rukojeti, přiloží ostří nože na dřevo a táhne směrem k sobě. Přitom odřezává ze dřeva třísku a tím dřevo opracovává. Postupným odřezáváním třísek dostává dřevo požadovaný tvar. Práce s pořízem je fyzicky namáhavá a proto musí být dobře naostřen. Proto musí být vyroben z kvalitní oceli. Je to nástroj sice velmi jednoduchý, ale platí nepřímá úměra: čím jednodušší nástroj, tím větší cvik, praxi a zručnost pracovník potřebuje. 
Poříz je dodnes potřebný nástroj truhlářů, tesařů, bednářů (výroba dřevěných sudů), kolářů (ruční výroba dřevěných kol k vozům, dnes replik), výrobců šindelů (šindelářů). Dodnes je užíván v dílnách průmyslových i domácích pro úpravu násad a topůrek na kladiva, sekery a pod. Pořízů bývalo dříve více druhů – nůž byl různě zaoblený do různých rádiusů. Není pochyb o tom, že pochází přinejmenším už z doby železné.
Poříz je dnes používán pro zhotovování historických dřevěných předmětů tak, aby výrobek vypadal, jak by jej kdysi vyrobil tehdejší řemeslník. 

## Příklad použití
Šindelář: Při užití značné síly a zručnosti se ručním strouháním po vláknech uštípnutý kus dřeva ostrouhá pořízem do požadovaného tvaru: Šindelář se posadí na "strýčka" a do "tlamy" mu vloží připravený uštípnutý kus dřeva. Chytí poříz za rukojeti, nohou přišlápne pedál, aby "tlama" pevně držela dřevo a dlouhými tahy pořízu po dřevních vláknech z kusu dřeva ostrouhá šindel. Plochy musí mít srovnané do roviny, aby při montáži neodstávaly. Zároveň musí mít vhodně 
ostrouháno i pero, aby pevně sedlo do následně zhotovené drážky.
Dveře do chléva: sekerou, na níž se tlouklo kladivem, se z kulatých špalků odštípala prkna silná cca 3 cm, říkalo se jim špánky. Ty se pak pořízem zhruba srovnaly, pomocí dvou příčných svlaků stloukly k sobě a daly se u kováře okovat (dát panty). Na starém statku pak dnes vypadají jako originál. 
Jen pořízem lze zhotovit jasanovou lištu, která má být co nejlehčí a nejpevnější (přičemž nemusí být rovná). Z fošny se odštípne lať, která se opracovává pořízem. Při tom se musí sledovat léta, řezat jen po letech, ale nepřeříznout je. Z těchto lišt se pak na venkově vyráběly lehké konstrukce, např. klenutá pod plachtu na vůz, krosna - nosítka na záda na seno a pod.
Prokřesávání: Dřevozpracující řemeslník si dovezl domů čerstvě nakácené menší klády jako materiál. Kdyby hned oloupal kůru, vysychání dřeva by bylo příliš rychlé a dřevo by mu popraskalo. Proto ho nechal několik měsíců v kůře a pak kůru prokřesal- pořízem 50 % plochy kůry střídavě s klády odloupal (odloupaná plocha se pravidelně střídala s kůrou). Za několik měsíců pak kůru odloupal úplně.